# Nácia Gomes
Pour les articles homonymes, voir Gomes.
Nácia Gomes (ou encore Gomi), de son vrai nom Maria Inácia Gomes Correia, née le 18 juillet 1925, morte le 4 février 2011, est une chanteuse traditionnelle capverdienne de batuque et de finaçon. Elle commence à chanter à l'âge de 17 ans, enregistre plusieurs albums et singles tout au long de sa carrière, en artiste solo, ou pas. Elle se produit également dans des festivals au Cap-Vert et à l'étranger. Un livre sur elle a été publié en 1985. Elle a été peu mise en avant, représentant une partie de la population particulièrement modeste de l’île, ayant peu d’accès à l’éducation (elle-même était analphabète), avec des chants souvent critiques, mais à sa mort, compte-tenu de sa popularité, une journée de deuil national a été décrétée.

## Biographie
Nácia Gomes naît Maria Inácia Gomes Correia le 18 juillet 1925,, dans la municipalité de São Miguel, sur l'île capverdienne Santiago,. Elle est le dixième enfant dans une fratrie qui en compte douze, d'une famille très modeste vivant dans une région où les conditions de vie sont souvent misérables,. Bien que Gomes n'ait pas reçu d'éducation formelle et soit analphabète, elle interprète un genre de musique capverdienne appelé batuque ou finaçon (le batuque est à la fois un genre musical et un rassemblement dansé, et théoriquement, le finaçon n'est que le chant final, sur l’île de Santiago tout au moins, de ce type de rassemblement festif),. Dès l'âge de 17 ans, elle commence à chanter lors de mariages, de baptêmes, de fêtes et d'autres événements communautaires dans la ville de Tarrafal,. Elle se produit également  dans des festivals de musique traditionnelle séculaires. Elle est surnommée la Rainha di Finason (la Reine du Finaçon).
Les spectacles qui en résultent la rendent célèbre sur l'île de Santiago, et ses chants évoquent fréquemment les conditions économiques et sociales de son environnement. L'une de ses chansons fait l'éloge de l'indépendance en rappelant toutefois à ses dirigeants que sans nourriture ni abri, la population mourrait. D'autres thèmes abordés dans ses chansons étaient les responsabilités sociales des jeunes et l'amour. Comme elle était analphabète, elle n'écrivait pas ses propres chansons, qui étaient improvisées et enregistrées. Elle récitait également de la poésie, racontait des histoires et l'histoire du Cap-Vert,. L'écrivain et spécialiste de la culture capverdienne Tomé Varela da Silva a publié sur elle en 1985 un livre en crioulo intitulé Finasons Di Nha Nasia.
Elle avait épousé un ouvrier et immigrant à Sao Tomé-et-Principe, Paulino Correia De Oliviera, et ils ont eu quatre enfants. En dehors des îles capverdiennes, elle s'est produite notamment à l'Exposition universelle de 1992 de Séville, à un festival organisé au Smithsonian Museum aux États-Unis en 1995, et à l'Expo '98 au Portugal. En 1999, elle s'est rendue aux États-Unis pour enregistrer Rei di Tabanka aux côtés de Ferro Gaita, et a enregistré l'année suivante un CD huit pistes intitulé Nha Nácia Gomi Cu Sê Mocinhos. Son dernier album, Finkadu na Raiz, a été enregistré en partenariat avec Ntoni Denti d'Oro en 2005,, . En tout, Gomes a enregistré trois albums au cours de sa vie,. Elle a enregistré aussi de nombreux singles et a participé à des films tels que The Journey of Cape Verde : In Search of Cape Verdianity de Guenny K. Pires.
Gomes a été admise à l'unité de soins intensifs de l'hôpital Agostinho Neto de Praia le soir du 1er février 2011 pour hypertension et accident vasculaire cérébral. Elle est morte, trois jours plus tard, le 4 février, âgée de 85 ans,. Le gouvernement cap-verdien a déclaré une journée de deuil national et les drapeaux des institutions publiques du pays ont été mis en berne en son honneur de Gomes,.